# Keisuke Kumazawa
Keisuke Kumazawa (熊澤 圭祐 Kumazawa Keisuke?, nacido el 29 de junio de 1989 en Aichi) es un futbolista japonés que se desempeñaba como centrocampista.

## Trayectoria

### Clubes
| Club                | País  | Año    |
| ------------------- | ----- | ------ |
| Gainare Tottori     | Japón | 2012   |
| Toyota Shukyu-Dan   | Japón | 2013   |
| FC Maruyasu Okazaki | Japón | 2014 - |

## Estadística de carrera

### J. League
| Club            | Año   | J. League | J. League | Copa J. League | Copa J. League | Total | Total |
| Club            | Año   | Part.     | Goles     | Part.          | Goles          | Part. | Goles |
| --------------- | ----- | --------- | --------- | -------------- | -------------- | ----- | ----- |
| Gainare Tottori | 2012  | 7         | 0         | -              | -              | 7     | 0     |
| Total           | Total | 7         | 0         | 0              | 0              | 7     | 0     |